# Rivellia interrupta
Rivellia interrupta är en tvåvingeart som först beskrevs av Macquart 1835.  Rivellia interrupta ingår i släktet Rivellia och familjen bredmunsflugor. Inga underarter finns listade i Catalogue of Life.